# NGC 5731
NGC 5731 é uma galáxia espiral (Sbc) localizada na direcção da constelação de Boötes. Possui uma declinação de +42° 46' 45" e uma ascensão recta de 14 horas, 40 minutos e 09,3 segundos.
A galáxia NGC 5731 foi descoberta em 9 de Abril de 1787 por William Herschel.